# Dimitri Rebikoff
Dimitri Rebikoff (* 23. März 1921 in Paris; † 1. August 1997 in Florida) war ein Pionier in der Entwicklung von Unterwassertechnik, insbesondere von Technik zur Dokumentation der Unterwasserwelt.

## Leben
Der 1921 in Paris geborene Dimitri Rebikoff zeigte bereits in frühester Jugend außergewöhnliche innovative Fähigkeiten. Während seines Arbeitsdienstes in Deutschland von 1943 bis 1945 verdankten verschiedene Unternehmen seinen technischen Kenntnissen wertvolle Neuentwicklungen.
Nach Kriegsende und Studium an der Sorbonne gründete Rebikoff ein Unternehmen in Lausanne und entwarf verschiedene Geräte, die auf seinen Namen patentiert wurden. Hierzu zählten unter anderem ein Farbtemperaturmesser (Rebikoff-Kolorimeter) und das erste tragbare Elektronenblitzgerät, das mit Belichtungszeiten von bis zu einer Millionstel Sekunde beispielsweise die Aufnahme einer Pistolenkugel im Moment des Abschusses ermöglichte und das die Fototechnik revolutionierte.
Nach seiner Heirat mit der Fotografin Ada Niggeler (1913–2011) wandten sich das Paar 1951 im französischen Cannes dem Tauchen und der Entwicklung von Unterwassergeräten zu. 
Neuheiten wie das erste Unterwasser-Elektronenblitzgerät, Stereofoto- und 16-mm-Filmkameras ermöglichten Aufnahmen der Meeresfauna und -flora in bis dahin nicht gekannter Qualität. 1952 folgte die Konstruktion der „Torpille“, dem ersten Taucher-Unterwasserfahrzeug der Welt. Diese wurde zum Vorläufer des bekannten „chien plongeur“, dem ersten von der Wasseroberfläche ferngesteuerten Fahrzeug der Welt. 
Weiterer Meilenstein auf dem Weg des Erfinders war 1953 die Entwicklung und der Bau des Taucher-Transporters „Pegasus“, der zu einem internationalen Erfolg wurde. Ein in Zusammenarbeit mit den Professoren Alexandre Ivanoff, Yves Le Grand (1906–1986) und Pierre Cuvier entwickeltes Korrektionsobjektiv wurde ab 1954 in alle Rebikoff-Kameras eingebaut und ermöglichte erstmals Aufnahmen in Photogrammetrie-Qualität.
1959 verlegten die Rebikoffs ihren Wohnsitz in die USA. Dimitri Rebikoff wurde Chefingenieur und Berater bei Firmen wie Loral und Chicago Bridge und konzipierte mit Hilfe neuer Technologien Produkte, die in Serie gefertigt wurden. Hierzu zählen insbesondere die Konstruktion von Fernseh-, Hochgeschwindigkeits- und Tiefseekameras. „Sea Inspector“ und „Pegasus“ wurden, ausgerüstet mit Kameras, erfolgreich von Ölgesellschaften, der US Navy und wissenschaftlichen Institutionen, wie z. B. dem Navy Oceanographic Office, und für Filmproduktionen eingesetzt. In den 1980er Jahren gründete Dimitri Rebikoff in Fort Lauderdale, Florida, das Institute of Marine Technology, eine gemeinnützige Forschungsinstitution.
Dimitri Rebikoff starb 1997 in Florida.

## Schriften
- Free Diving. Sidgwick & Jackson, 1955.
- Der Elektronenblitz - Umwälzung in der Fotografie. Heering Verl., Seebruck, 19152.